# Oliver Reese

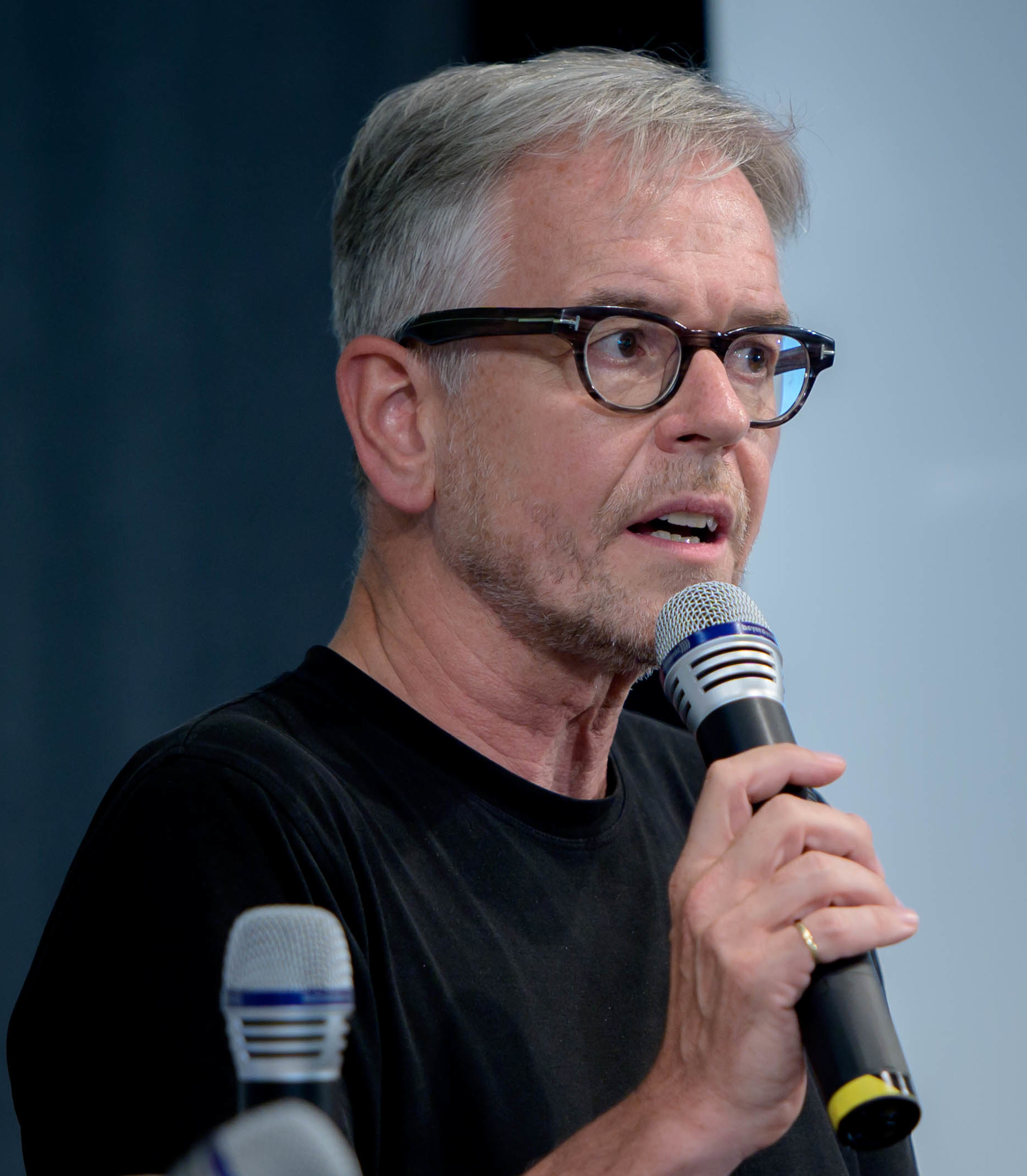
Oliver Reese, 2019

Oliver Reese (* 1964 in Schloß Neuhaus bei Paderborn) ist ein deutscher Theaterregisseur, Dramaturg und Autor. Von der Spielzeit 2009/10 an bis zum Ende der Spielzeit 2016/17 war er Intendant des Schauspiel Frankfurt. Seit 2017 ist Reese als Nachfolger von Claus Peymann Intendant des Berliner Ensembles.

## Biografie
Oliver Reese wurde 1964 in Schloß Neuhaus bei Paderborn geboren. Bereits als Schüler begeisterte er sich für die Welt des Theaters und knüpfte Kontakte zu Schauspielern der Westfälischen Kammerspiele, dem Theater seiner Heimatstadt. Nach dem Zivildienst studierte er in München Neuere Deutsche Literaturwissenschaft, Theaterwissenschaft und Komparatistik und arbeitete als Regieassistent an den Münchner Kammerspielen, dem Schauspielhaus Düsseldorf und am Bayerischen Staatsschauspiel, wo er 1989 Dramaturg wurde. 1991 wechselte er als Chefdramaturg an das Ulmer Theater. 1994 bis 2001 war Oliver Reese Chefdramaturg am Maxim Gorki Theater Berlin, danach Chefdramaturg und Stellvertretender Intendant unter Bernd Wilms am Deutschen Theater Berlin. Am DT arbeitete er unter anderem mit Hans Neuenfels, Robert Wilson, Michael Thalheimer und Jürgen Gosch zusammen. In der Spielzeit 2008/2009 war Reese Interimsintendant am Deutschen Theater Berlin. Von der Spielzeit 2009/2010 bis 2016/2017 leitete er das Schauspiel Frankfurt und brachte die Auslastung auf ein Rekordniveau mit einem Repertoire, das sich gekonnt zwischen Antike und neuester Gegenwartsdramatik bewegte. Oliver Reese lehrte von 2002 bis 2004 an der Freien Universität Berlin Theaterwissenschaften. Er ist Mitglied der Deutschen Akademie der Darstellenden Künste.
Neben zahlreichen Inszenierungen brachte Reese eigene Dramatisierungen (»Berlin Alexanderplatz« von Alfred Döblin, »Lolita« nach Nabokow) und Stücke nach biografischen Texten auf die Bühne (»Bartsch, Kindermörder«, »Emmy Göring an der Seite ihres Mannes«). »Emmy Göring« wurde 1999 mit dem Friedrich-Luft-Preis der Berliner Morgenpost ausgezeichnet. In den Kammerspielen des Deutschen Theaters inszenierte er »Goebbels« auf Grundlage der Tagebücher des NS-Propagandaministers sowie »Der Mann ohne Eigenschaften« nach Robert Musil. In Frankfurt dramatisierte er Vaslav Nijinskys Tagebücher, die er unter dem Titel »Ich bin Nijinsky. Ich bin der Tod.« im Rahmen des Musikfestivals »Le Sacre du Printemps« in der Alten Oper Frankfurt zu Beginn der Saison 2013/14 zur Uraufführung brachte. In der gleichen Spielzeit entstand »Wille zur Wahrheit – Bestandsaufnahme von mir«, eine Theaterfassung von Thomas Bernhards fünfbändiger Biografie. Zuletzt erarbeitete Reese eine eigene Fassung von Günter Grass’ Roman »Die Blechtrommel«. Der Monolog, gespielt von Nico Holonics, kam am 11. Januar 2015 zur Premiere.
Seit der Spielzeit 2017/18 ist Oliver Reese Intendant des Berliner Ensembles. Das Programm konzentriert sich vor allem auf zeitgenössische Dramatik: „In der Tradition seiner früheren künstlerischen Leiter Bertolt Brecht und Heiner Müller konzentriert sich das Berliner Ensemble unter Intendant Oliver Reese auf Theater über unsere Gegenwart. Im Zentrum des Spielplans stehen neben den Werken von Bertolt Brecht vor allem aktuelle Stoffe und zeitgenössische Stücke lebender Autoren, die die drängenden Themen der Zeit auf der Bühne verhandeln.“ Während Peymann betont abfällig über seinen Nachfolger sprach, ließ Reese sich von seinem „pöbelnden Vorgänger“ nicht provozieren und zu keiner verbalen Revanche hinreißen. Im November 2020 wurde bekannt, dass Reeses Vertrag am Berliner Ensemble um weitere fünf Jahre bis 2027 verlängert wurde.

## Werke
- Bartsch, Kindermörder (1992), Ulmer Theater, Regie: Oliver Reese
- Emmy Göring an der Seite ihres Mannes (1994), Ulmer Theater, Regie: Oliver Reese
- Goebbels (2005), Deutsches Theater Berlin (Kammerspiele), Regie: Oliver Reese
- Bacon talks (2012), Schauspiel Frankfurt (im Frankfurter Städel Museum), Regie: Oliver Reese
- Ich bin Nijinsky. Ich bin der Tod. (2013), Schauspiel Frankfurt (in der Alten Oper Frankfurt), Regie: Oliver Reese

## Dramatisierungen
- Meine Ortschaft von Peter Weiss (1994), Theater Basel, Regie: Oliver Reese
- Parzival nach Wolfram von Eschenbach (1998), Koproduktion Hebbel-Theater und Maxim Gorki Theater Berlin, Regie: Joachim Schlömer
- Berlin Alexanderplatz (1999), Maxim Gorki Theater Berlin, Regie: Uwe Eric Laufenberg
- Das Cabinet des Dr. Caligari (nach dem gleichnamigen Stummfilm) (2002), Deutsches Theater Berlin, Regie: Robert Wilson
- Lolita (2003), Deutsches Theater Berlin (Kammerspiele), Regie: Oliver Reese
- Auslöschung (2016), Theater in der Josefstadt, Regie: Oliver Reese

## Inszenierungen
- Bartsch, Kindermörder (1992), Ulmer Theater
- Emmy Göring an der Seite ihres Mannes (1994), Ulmer Theater
- Einzelgespräche (Ingmar Bergman) (1999), Maxim Gorki Theater Berlin
- Der Zimmerspringbrunnen (Jens Sparschuh) (1996), Maxim Gorki Theater Berlin
- Lolita (Vladimir Nabokov) (2003), Deutsches Theater Berlin (Kammerspiele)
- Goebbels (2005) Deutsches Theater Berlin (Kammerspiele)
- Treulose (Ingmar Bergman) (2006) Düsseldorfer Schauspielhaus
- Der Mann ohne Eigenschaften (2007), Deutsches Theater Berlin (Kammerspiele)
- Warum tanzt ihr nicht, nach Erzählungen von Raymond Carver (2007), Düsseldorfer Schauspielhaus
- Ritter, Dene, Voss (2009), Deutsches Theater Berlin (Kammerspiele)
- Phädra von Jean Racine (2009), Schauspiel Frankfurt (Kammerspiele)
- Die Frau, die gegen Türen rannte (Roddy Doyle), deutschsprachige Erstaufführung 2010, Schauspiel Frankfurt (Kammerspiele)
- Der nackte Wahnsinn von Michael Frayn (2011), Schauspiel Frankfurt (Schauspielhaus)
- Hamlet, Prinz von Dänemark (2011), Schauspiel Frankfurt (Schauspielhaus)
- Wir lieben und wissen nichts von Moritz Rinke, (2012), Schauspiel Frankfurt (Kammerspiele)
- Wahlverwandtschaften nach dem Roman von Johann Wolfgang Goethe (2013), Düsseldorfer Schauspielhaus (Kleines Haus)
- Wille zur Wahrheit – Bestandsaufnahme von mir nach der fünfbändigen Autobiografie von Thomas Bernhard (2013), Schauspiel Frankfurt (Schauspielhaus)
- Kunst von Yasmina Reza (2014), Schauspiel Frankfurt (Schauspielhaus)
- Die Blechtrommel (2015), Schauspiel Frankfurt (Schauspielhaus)
- Die Wiedervereinigung der beiden Koreas von Joël Pommerat (2015), Schauspiel Frankfurt (Kammerspiele)
- Der zerbrochne Krug (2015), Schauspiel Frankfurt (Schauspielhaus)
- Terror nach Ferdinand von Schirach (2015), Schauspiel Frankfurt (Schauspielhaus)
- Eine Familie (August: Osage County) von Tracy Letts (2017), Schauspiel Frankfurt (Schauspielhaus)
- Gott nach Ferdinand von Schirach (2020), Berliner Ensemble
- Sarah nach Scott McClanahan (2021), Berliner Ensemble[6]
- Mein Name sei Gantenbein von Max Frisch (2022), Berliner Ensemble
- Der Theatermacher von Thomas Bernhard (2022), Berliner Ensemble
- Fremder als der Mond, Texte von Bertolt Brecht mit Musik von Hanns Eisler u. a. (2023), Fassung von Adam Benzwi, Oliver Reese und Lucien Strauch, Berliner Ensemble

## Artikel über Oliver Reese
- Bernd Wilms: Mit der Schere schreiben. Der Autor und Regisseur Oliver Reese, der ein Dramaturg ist. In: R. Koberg, B. Stegemann, H. Thomsen (Hg.): Autoren am Deutschen Theater. Berlin, 2006. S. 77–81.